# Aubade

Romeo och Julia skiljs i gryningen. (Målning av Frank Bernard Dicksee)

Aubade är en typ av sång eller dikt som handlar om två älskandes uppbrott i gryningen, efter ett nattligt kärleksmöte. 
Aubade har även som musikalisk term definierats som en sång eller instrumentalkomposition som "beskriver, beledsagar eller besvärjer gryningen". 
Aubaden fanns i den franska trouvèrernas repertoar under medeltiden. Ett tidigt men sällsynt exempel på en engelsk aubade finns i Chaucers Troilus och Criseyde (tredje boken). Den elisabetanska kärlekspoesin hängav sig mestadels åt obesvarad kärlek, så aubaden blev ingen stor genre inom den elisabetanska diktningen. Det finns dock ett exempel dolt i Shakespeares Romeo och Julia, som börjar med de välkända raderna: 
Wilt thou be gone? it is not yet near day:

It was the nightingale, and not the lark, 

That pierc'd the fearful hollow of thine ear. 
En vanlig figur i diktningen är väktaren, den som står på vakt för att varna de älskande när gryningen nalkas, eller om de löper risk att bli påkomna. 
Motsvarigheten inom den italienska poesin kallas alba och i de tyska språkområdena utvecklades snart en Tagelied.
Ett modernt exempel på en aubade skulle kunna vara Eagle-Eye Cherrys hitsingel Save Tonight från 1997.